# Jolien D'Hoore
Jolien D'hoore, née le 14 mars 1990 à Gand, est une coureuse cycliste professionnelle belge. Elle s’adjuge de nombreux titres sur route et sur piste dans les catégories jeunes. Sur piste, elle remporte la médaille de bronze de l'omnium aux Jeux olympiques de 2016. Elle gagne avec Lotte Kopecky les premiers  championnats d'Europe et les premiers championnats du monde de la course à l'américaine. Sur route, elle est championne de Belgique en 2012, 2014, 2015 et 2017. Vainqueur du Tour de Drenthe et de l' Open de Suède Vårgårda en 2015, ainsi que de La Madrid Challenge by La Vuelta en 2016 et 2017, c'est une des meilleures sprinteuses de sa génération.

## Biographie
En 2008, elle remporte le championnat du monde junior qui se conclut par un sprint massif. C'est la première championne du monde juniors belge.
Le 21 avril 2013, elle gagne au sprint la course du Dwars door de Westhoek à Boezinge.

### 2015
En janvier, Jolien D'hoore remporte aisément son titre national en omnium en s'imposant sur les dix épreuves de la compétition.
Elle remporte début mars l'Omloop van het Hageland au sprint. Une semaine après, elle gagne le Tour de Drenthe, une épreuve de coupe du monde, dans le sprint final avec plusieurs vélos d'avance.  Au Tour des Flandres, sa coéquipière Elisa Longo Borghini s'impose en solitaire. Jolien D'hoore règle le groupe des poursuivantes et est donc deuxième. À l'Energiewacht Tour qui suit, elle est onzième du prologue puis gagne au sprint la première étape. Elle est quatrième puis cinquième des étapes 2b et 3 toujours au sprint. Elle est enfin deuxième de la dernière étape réglant le groupe des poursuivantes et finit huitième du classement général. Lors de Dwars door de Westhoek, Jolien D'hoore gagne le sprint pour la deuxième place.
Mi-juin, Jolien D'hoore gagne le Diamond Tour au sprint. Dans un the Women's Tour où toutes les étapes se terminent au sprint, Jolien D'hoore est deuxième grâce aux bonifications. Elle se classe respectivement cinquième, première, septième, treizième et deuxième des cinq étapes du tour. Elle conserve ensuite son titre national sur route.
Au BeNe Ladies Tour, Jolien D'hoore montre une grande maîtrise. Elle remporte la première étape en réglant au sprint le groupe d'échappée où elle est accompagnée de sa coéquipière Chloe Hosking, de Floortje Mackaij et d'Elena Cecchini. Elle gagne le lendemain le contre-la-montre le matin et conforte ainsi sa position de leader. Elle récidive l'après-midi au sprint cette fois. Jolien D'hoore remporte les classements général et par points de l'épreuve. 
Fin août, Jolien D'hoore gagne l'Open de Suède Vårgårda en devançant au sprint Giorgia Bronzini et le groupe d'une trentaine de coureuses qui se dispute la victoire. Elle prend la tête de la Coupe du monde, mais décide ne pas participer au Grand Prix de Plouay afin de mieux préparer les championnats du monde et parce que le parcours ne correspond pas à ses caractéristiques.
Elle termine troisième de la Coupe du monde. Elle remporte ensuite les deux premières étapes de l'Holland Ladies Tour au sprint. Elle est troisième de la cinquième étape qui se joue à très peu de chose entre elle, Lisa Brennauer et Kirsten Wild.

### 2016

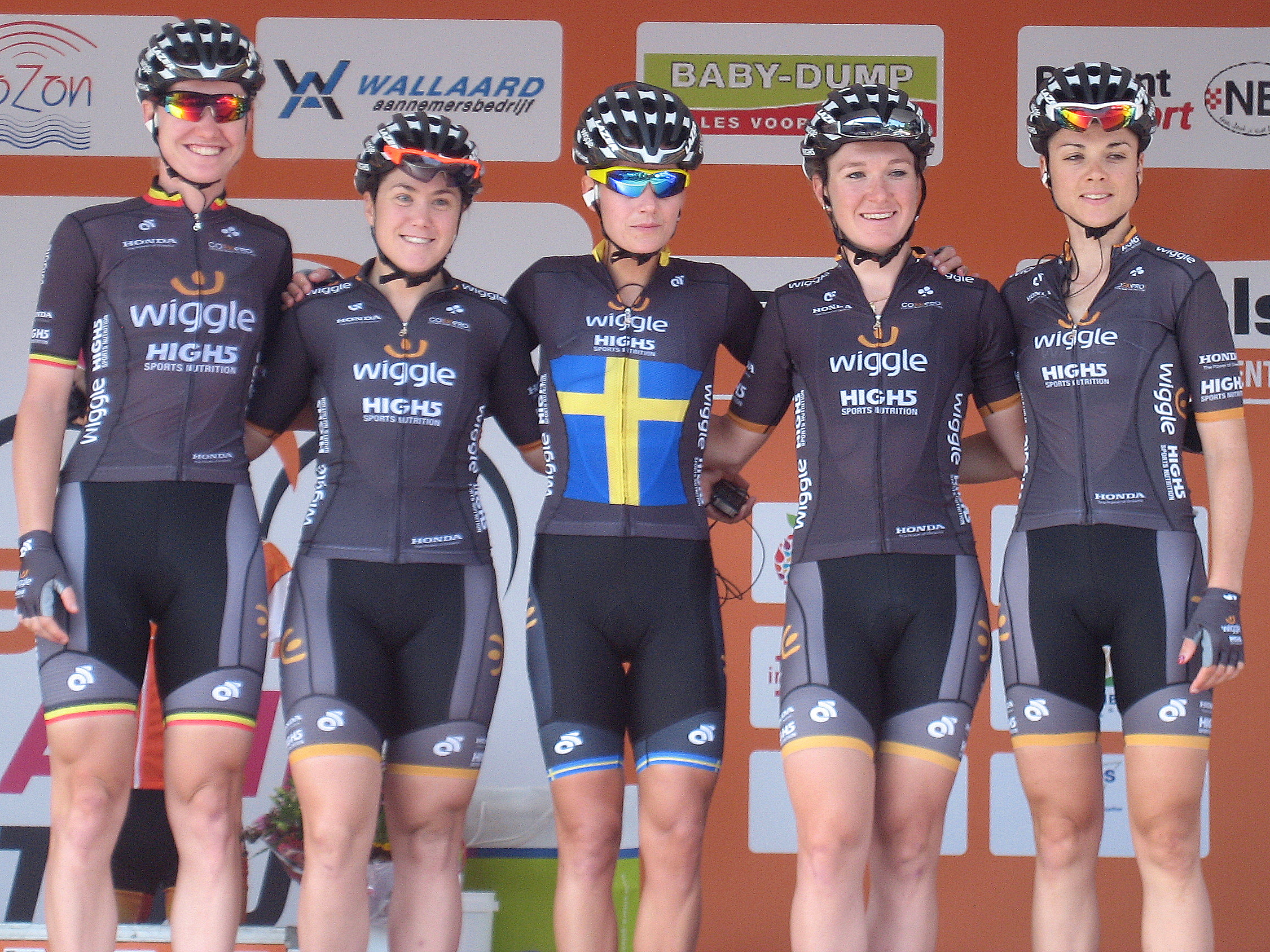
Au Boels Ladies Tour (à gauche)

Mi-juillet, elle participe au BeNe Ladies Tour et y remporte pas moins de trois étapes, dont celle contre-la-montre, et le classement général.
Aux Jeux olympiques d'été de 2016, Jolien D'hoore participe à l'omnium, une épreuve sur piste. Elle gagne la médaille de bronze. Longtemps deuxième du classement général, elle se fait devancer par Sarah Hammer lors de la course aux points. 
À La Madrid Challenge by La Vuelta, elle remporte le sprint massif.
Sur la course en lignes des championnats du monde, elle se classe septième du sprint massif. En fin d'année, elle remporte pour ses performances le Vélo de cristal, nouvellement créé pour les féminines.

### 2017

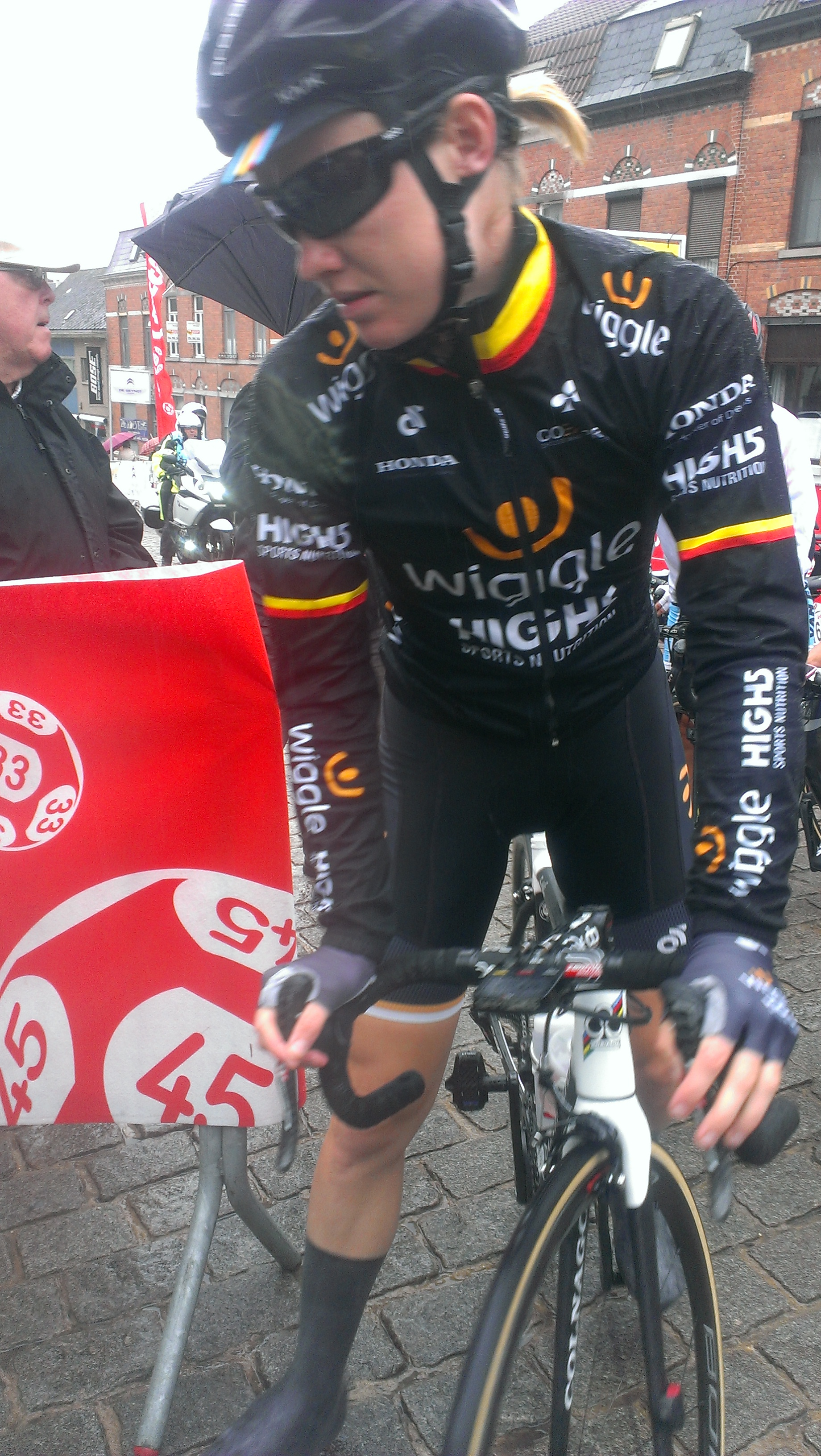
Au Tour de Belgique

Elle remporte l'Omloop van het Hageland au sprint. À Gand-Wevelgem, la victoire se dispute au sprint massif. La photo finish doit départager Lotta Lepistö et Jolien D'hoore au profit de la première. Au Tour des Flandres, le Kanarieberg lui est fatal. Le lendemain, Jolien D'hoore gagne le Grand Prix de Dottignies au sprint. Aux championnats du monde sur piste de Hong-Kong, elle devient la première championne du monde de la course à l'américaine de l'histoire en duo avec Lotte Kopecky.
Au Tour de l'île de Chongming , Jolien D'hoore chute sur la première étape et a les bras éraflés. Elle gagne cependant les deux dernières étapes et inscrit son nom au palmarès de l'épreuve. Elle remporte la dernière étape du Women's Tour à Londres,. Fin juin, elle redevient championne de Belgique grâce à pointe de vitesse. Au Tour d'Italie, elle remporte la quatrième étape au sprint,,. À RideLondon-Classique, le sprint est confus et Jolien D'hoore est sixième. Elle obtient la même place aux championnats d'Europe sur route la semaine suivante.
Au Tour de Norvège, Jolien D'hoore est huitième du prologue. Le lendemain, elle remporte le sprint massif et s'empare de la tête du classement général. Sur la deuxième étape, elle se classe quatrième et perd le maillot jaune au profit de Marianne Vos. Le dernier jour, elle ne fait pas partie du groupe de tête. Au Tour de Belgique, Jolien D'hoore remporte le prologue à égalité de temps avec Marianne Vos,. Sur la première étape, Marianne Vos gagne le sprint massif devant Jolien D'hoore et endosse le maillot jaune,. Le scénario est inversé le lendemain. Jolien D'hoore se présente donc au départ de la dernière étape avec le maillot jaune sur les épaules. La tactique de la WM3 avec les multiples attaques d'Anouska Koster la met cependant en difficulté. Elle est certes septième de l'étape mais concède plus d'une minute à la Néerlandaise. Elle est quatrième du classement général final. Jolien D'hoore remporte au sprint massif La Madrid Challenge by La Vuelta. Sur la course en ligne des championnats du monde, Jolien D'hoore n'est pas dans un bon jour et est lâchée avant l'explication finale.

### 2018

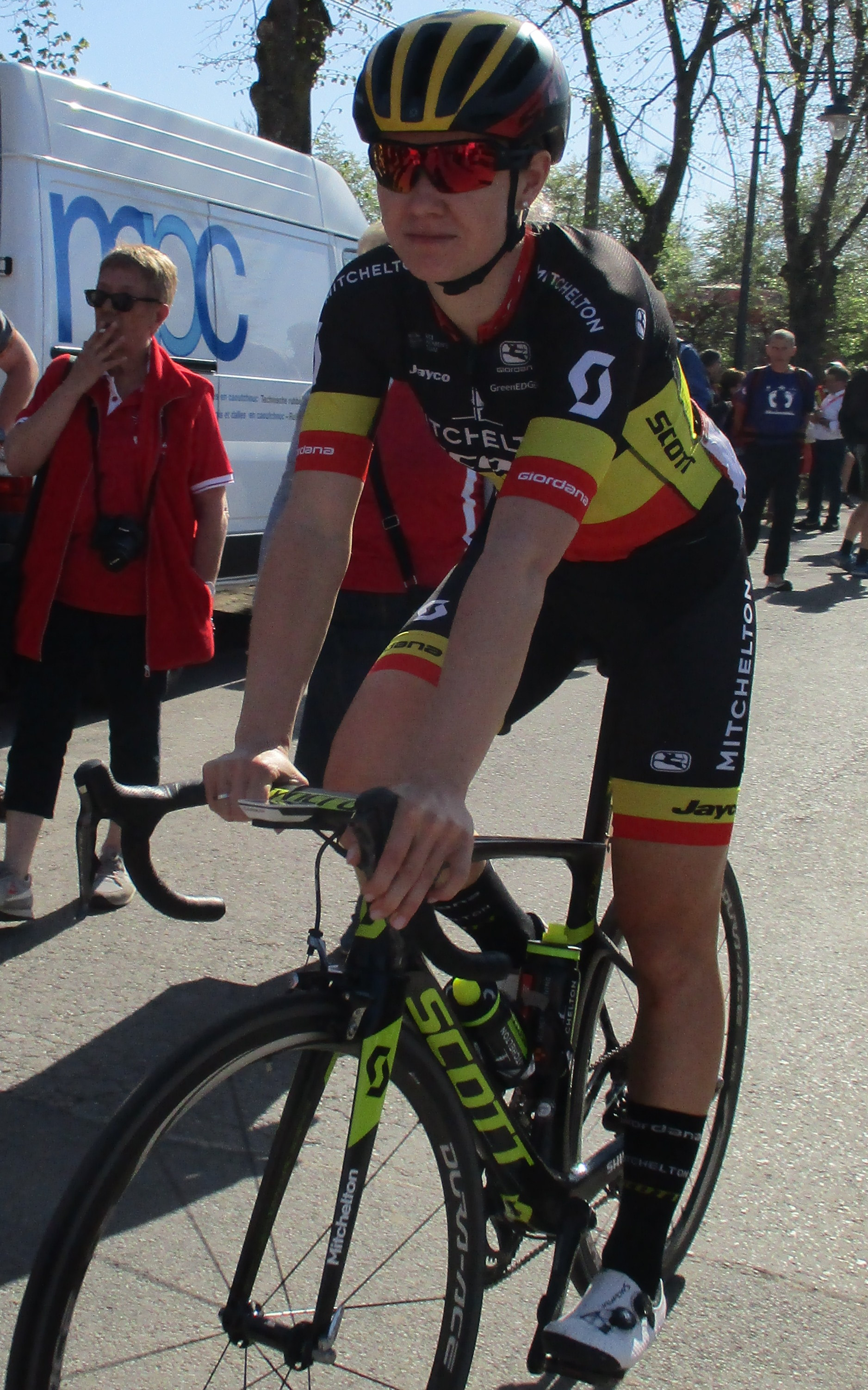
À la Flèche wallonne

Aux Trois Jours de La Panne, Jolien D'hoore s'impose au sprint,. À Gand-Wevelgem, la course se finit par un sprint massif. Jolien D'hoore prend l'avantage mais est remontée par Marta Bastianelli, emmenée par Chloe Hosking, dans les derniers mètres,. Au  Tour des Flandres, dans la montée du mur de Grammont, Jolien D'hoore se trouve à l'avant du peloton. La répétition des efforts lui est toutefois fatale.
En juin, elle gagne au sprint une étape du Women's Tour. Elle remporte également deux étapes du Tour d'Italie.

### Blessures à répétition (2019)
Mi-mars, au Drentse 8, Jolien D'hoore se brise la clavicule.
À l'Healthy Ageing Tour, sur la deuxième étape, Jolien D'hoore gagne le sprint du peloton pour la troisième place. Sur la dernière étape, Jolien D'hoore est deuxième du sprint derrière Kirsten Wild. Au classement général, Jolien D'hoore est sixième. À l'Emakumeen Euskal Bira, Jolien D'hoore gagne la première étape au sprint. Au Women's Tour, elle remporte la première étape au sprint. Elle récidive sur la troisième étape.
En juillet, elle dispute le BeNe Ladies Tour. Sur la première étape, elle chute dans le dernier kilomètre et se brise le coude,.

### Gand-Wevelgem (2020)
Lors de Gand-Wevelgem, Amy Pieters et Jolien D'Hoore font partie du groupe de onze coureuses à s'extraire du peloton sur le dernier passage du mont Kemmel. Amy Pieters est vigilante dans les derniers kilomètres et lance le sprint. Lotte Kopecky, dans sa roue, se trouve obligée de lancer le sien assez tôt avec Jolien D'Hoore dans l'aspiration. Cette dernière n'a pas de peine à remonter et à s'imposer. Au Tour des Flandres, elle est protégée par son équipe, avec notamment des actions d'Anna van der Breggen pour empêcher les attaques. Jolien D'Hoore est néanmoins en difficulté une première fois dans le Kruisberg avant de rentrer. Dès le pied du vieux Kwaremont, Jolien D'Hoore perd le contact et ne réalise donc pas son rêvée. Aux Trois Jours de La Panne, Elisa Longo Borghini lance le sprint. Jolien D'Hoore la passe suivie de près par Lorena Wiebes. La première tasse sur les barrières la seconde et passe la ligne en vainqueur. Le jury la déclasse néanmoins pour ce geste.

### Dernière saison (2021)
À l'Healthy Ageing Tour, Jolien D'Hoore remporte la première étape au sprint. Aux Trois Jours de La Panne, dans le dernier tour, en passant aux Moëres, l'accélération du peloton et le vent provoque des bordures. Il reste alors trente-deux kilomètres. Un groupe de douze favorites dont Jolien D'Hoore et Amy Pieters se forme à l'avant. À dix kilomètres de la ligne, Grace Brown attaque seule. Malgré la présence d'équipières dans le groupe de poursuite, l'Australienne se maintient en tête jusqu'au bout. Derrière, Emma Norsgaard Jørgensen prend la deuxième place devant Jolien D'Hoore.
Au Tour de Belgique, Jolien D'Hoore court avec sa sélection nationale. Elle est troisième du prologue. Puis deuxième du sprint de la première étape derrière Lorena Wiebes, mais prend la tête du classement général. Elle la perd le lendemain au profit de Wiebes. Dans l'ultime étape, elle prend part à l'échappée, facilitant la victoire finale de Lotte Kopecky. 
À la fin de la saison 2021, elle met fin à sa carrière cycliste, après avoir disputé la première édition de Paris-Roubaix Femmes comme dernière course, où elle est arrivée hors-délais.

## Après carrière
À partir de 2022, elle est la directrice sportive de l'équipe féminine NXTG Racing.

## Palmarès sur piste

### Jeux olympiques
- Londres 2012
  - 5e de l'omnium
- Rio de Janeiro 2016
  -  Médaillée de bronze de l'omnium
- Tokyo 2020
  - 10e de la course à l'américaine

### Championnats du monde
| Édition / Épreuve              | Poursuite par équipes | Poursuite individuelle | Course aux points | Omnium | Scratch | Course à l'américaine    |
| Le Cap 2008 (juniors)          | Bronze                |                        |                   |        |         |                          |
| Pruszkow 2009                  | 9e                    | 13e                    | 17e               |        |         |                          |
| Copenhague 2010                | 9e                    |                        |                   |        |         |                          |
| Apeldoorn 2011                 | 10e                   |                        | 13e               |        |         |                          |
| Melbourne 2012                 |                       |                        |                   | 9e     |         |                          |
| Cali 2014                      | 10e                   |                        |                   | 4e     |         |                          |
| Saint-Quentin-en-Yvelines 2015 |                       |                        |                   | 4e     |         |                          |
| Londres 2016                   |                       |                        |                   | 6e     | 4e      |                          |
| Hong Kong 2017                 |                       |                        |                   |        | Bronze  | Or (avec Lotte Kopecky)  |
| Apeldoorn 2018                 |                       |                        | 10e               |        | Argent  | 12e (avec Shari Bossuyt) |
| Pruszków 2019                  | 8e                    |                        |                   |        | Bronze  | 7e                       |

### Coupe du monde
- 2013-2014
  - 3e de l'omnium à Aguascalientes
- 2014-2015
  - 1re de l'omnium à Guadalajara
  - 2e de l'omnium à Londres
- 2015-2016
  - 3e de l'omnium à Cambridge
- 2017-2018
  - 1re de l'américaine à Pruszków (avec Lotte Kopecky)
  - 2e de l'américaine à Manchester
  - 3e du scratch à Manchester
- 2018-2019
  - 1re de l'américaine à Cambridge (avec Lotte Kopecky)
  - 2e de l'américaine à Hong Kong
  - 3e de l'américaine à Berlin
  - 3e de l'américaine à Londres
  - 3e du scratch à Hong Kong
- 2019-2020
  - 2e de la poursuite par équipes à Hong Kong
  - 2e de l'américaine à Milton
  - 3e de l'omnium à Hong Kong

### Championnats d'Europe
| Édition / Épreuve                | Poursuite individuelle | Poursuite par équipes     | Course aux points | Course à l'américaine   | Scratch | Omnium |
| Pruszkow 2008 (juniors)          | Argent                 | Argent                    | Argent            |                         | Bronze  |        |
| Minsk 2009 (espoirs)             |                        | Argent                    |                   |                         |         |        |
| 2009                             |                        |                           |                   |                         |         | Argent |
| Saint-Pétersbourg 2010 (espoirs) |                        | Or (avec Daams et Druyts) | Bronze            |                         |         | Or     |
| Anadia 2012 (espoirs)            |                        | Argent                    | Or                |                         |         |        |
| Apeldoorn 2013                   |                        |                           |                   |                         |         | Bronze |
| Baie-Mahault 2014                |                        |                           |                   |                         |         | Argent |
| Saint-Quentin-en-Yvelines 2016   |                        |                           | Argent            | Or (avec Lotte Kopecky) |         |        |
| Glasgow 2018                     |                        |                           |                   |                         | Bronze  |        |

### Championnats nationaux
- Championne de Belgique de poursuite par équipes en 2008 et 2009
- Championne de Belgique du 500 m en 2007, 2008 et 2015
- Championne de Belgique de poursuite en 2008, 2015 et 2019
- Championne de Belgique de scratch en 2007, 2015 et 2019
- Championne de Belgique de vitesse en 2007 et 2008
- Championne de Belgique de vitesse par équipes en 2008 et 2009
- Championne de Belgique de course aux points en 2015 et 2019

## Palmarès sur route

### Par années
- 2008

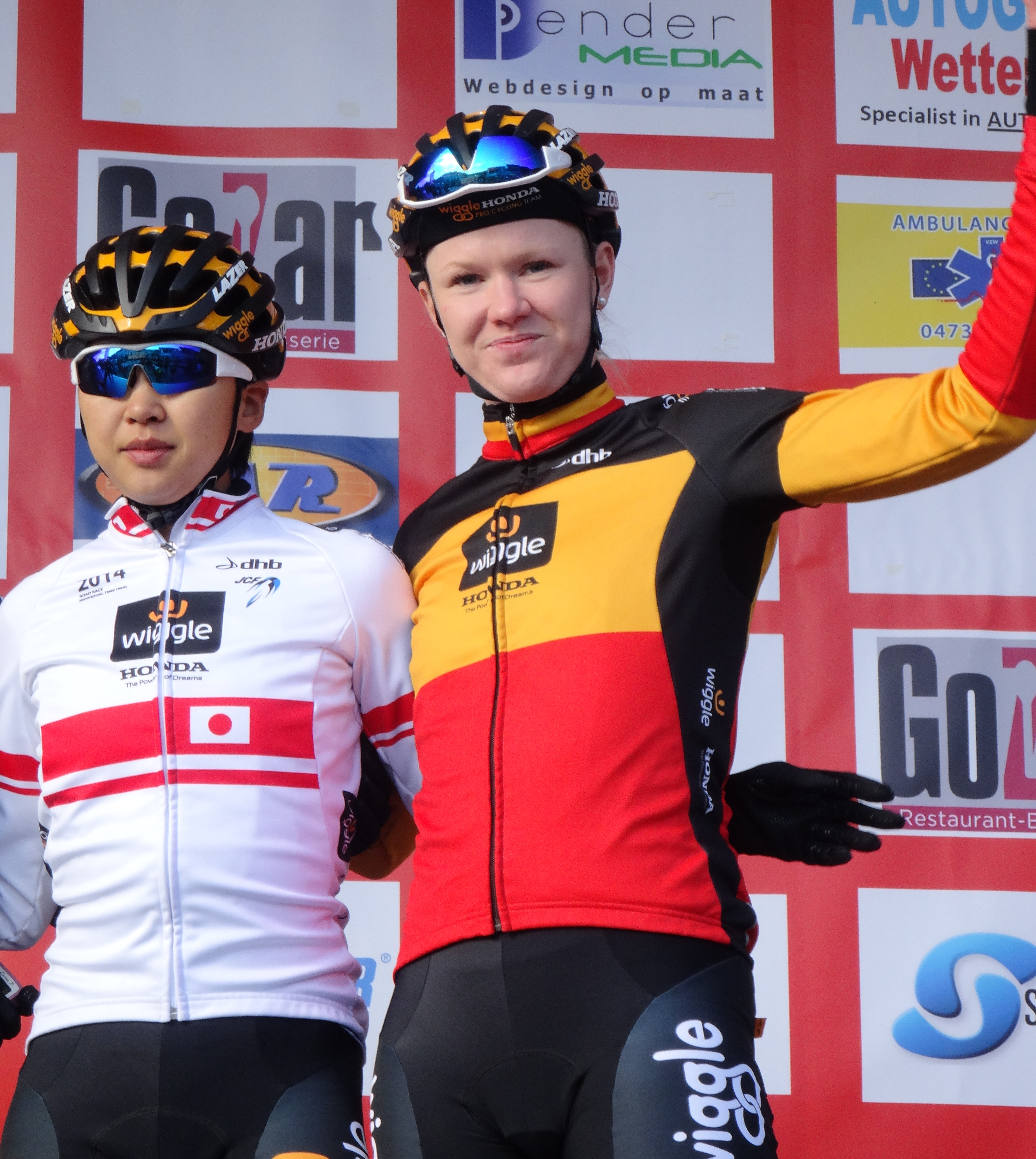
Jolien D'Hoore en 2015.

  -  Championne du monde sur route juniors

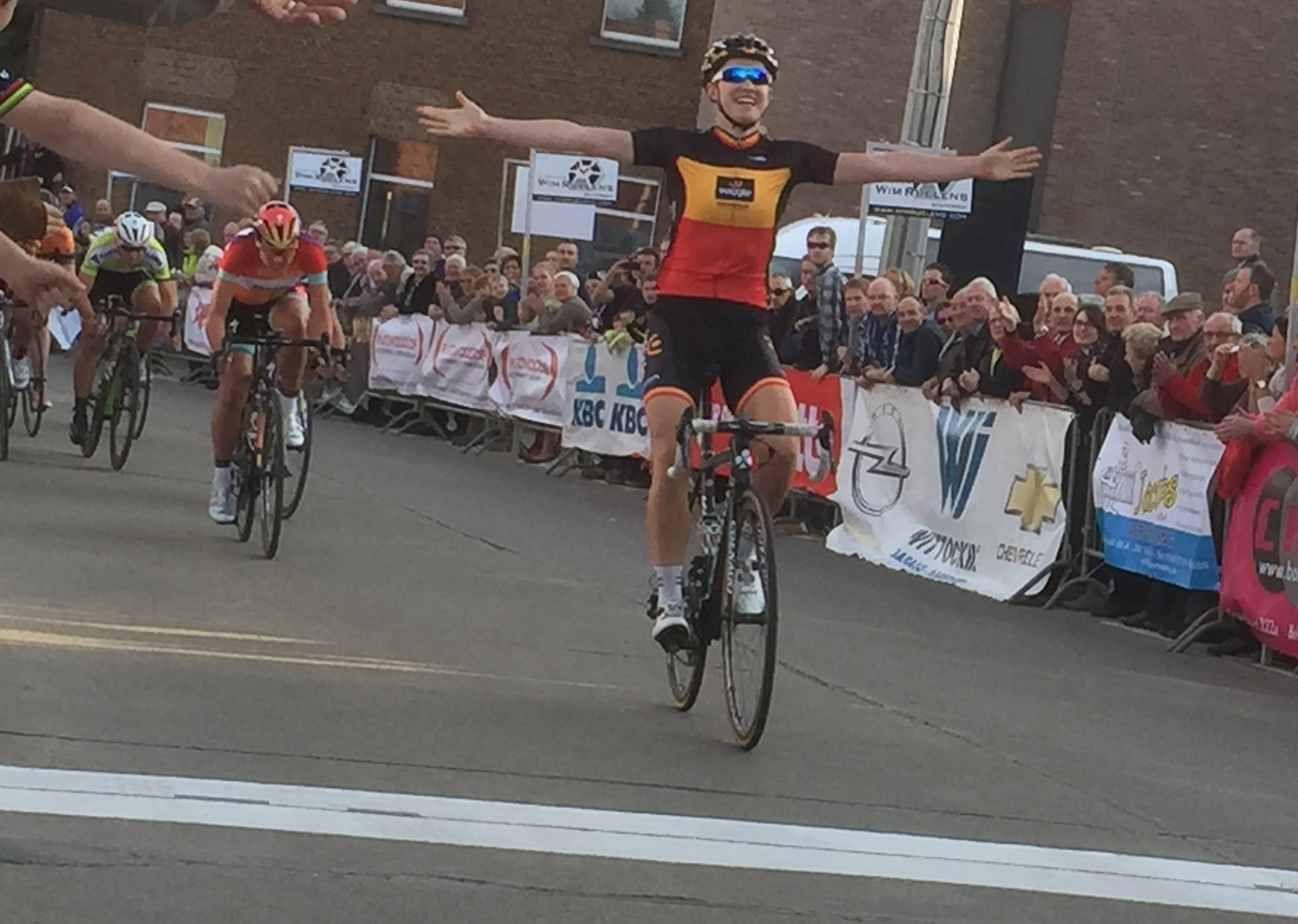
D'Hoore lors de sa victoire sur l'Omloop van het Hageland.

  -  Championne de Belgique sur route juniors
  - 3e du championnat de Belgique du contre-la-montre juniors
- 2012
  -  Championne de Belgique sur route
- 2013
  - Dwars door de Westhoek
  - 2e de Knokke-Heist-Bredene
  - 3e de Cholet-Pays de Loire
- 2014
  -  Championne de Belgique sur route
  - Diamond Tour
  - 1re et 2eb étapes du BeNe Ladies Tour
  - 5e étape du Boels Ladies Tour
  - 2e de Cholet-Pays de Loire
  - 2e du Ronde van Gelderland
  - 2e de Dwars door de Westhoek
  - 2e du BeNe Ladies Tour
  - 4e du Tour de Bochum
- 2015

- -  Championne de Belgique sur route
  - Omloop van het Hageland
  - Tour de Drenthe
  - BeNe Ladies Tour:
    - Classement général
    - 1re, 2ea (contre-la-montre) et 2eb étapes

  - Diamond Tour
  - 1re étape de l'Energiewacht Tour
  - 2e étape de The Women's Tour
  - Course en ligne de l'Open de Suède Vårgårda
  - 1re et 2e étapes de l'Holland Ladies Tour
  - 2e du championnat de Belgique du contre-la-montre
  - 2e du Tour des Flandres
  - 2e du Dwars door de Westhoek
  - 2e de The Women's Tour
  - 2e de La course by Le Tour de France
  - 5e du contre-la-montre par équipes de l'Open de Suède Vårgårda
  - 8e du Tour de Bochum
- 2016
  - Diamond Tour
  - 4e étape du Tour de Feminin - O cenu Ceskeho Svycarska
  - BeNe Ladies Tour :
    - Classement général
    - 1re, 2eb (contre-la-montre) et 3e étapes

  - La Madrid Challenge by La Vuelta
  - 3e du championnat de Belgique sur route
  - 10e du championnat du monde sur route
- 2017
  -  Championne de Belgique sur route
  - Omloop van het Hageland
  - Grand Prix international de Dottignies
  - Tour de l'île de Chongming :
    - Classement général
    - 2e et 3e étapes

  - 5e étape de The Women's Tour
  - 1re étape du Tour de Norvège
  - Prologue et 2e étape du Tour de Belgique
  - La Madrid Challenge by La Vuelta
  - 2e de Gand-Wevelgem
  - 5e du contre-la-montre par équipes de l'Open de Suède Vårgårda
  - 6e du championnat d'Europe sur route
  - 6e du Tour de Drenthe
  - 6e de la RideLondon-Classique
- 2018
  - Trois Jours de La Panne
  - 1re étape du Women's Tour
  - 3e et 4e étape du Tour d'Italie
  - 2e de Gand-Wevelgem
  - 2e du Drentse 8 van Westerveld
  - 3e du Omloop van het Hageland
  - 7e de la RideLondon-Classique
  - 8e du Tour de l'île de Chongming
- 2019
  - 1re étape de l'Emakumeen Euskal Bira
  - 1re et 3e étapes du Women's Tour
  - 2e du championnat de Belgique du contre-la-montre
- 2020
  - Gand-Wevelgem
  - 2e du championnat de Belgique sur route
- 2021
  - 1re étape du Healthy Ageing Tour
  - 2e du GP Oetingen
  - 2e de Dwars door de Westhoek
  - 3e de l'Oxyclean Classic Brugge-De Panne

### Classements mondiaux
| Année                                 | 2010 | 2011 | 2012 | 2013 | 2014 | 2015 | 2016 | 2017 | 2018 | 2019 | 2020 | 2021 |
| ------------------------------------- | ---- | ---- | ---- | ---- | ---- | ---- | ---- | ---- | ---- | ---- | ---- | ---- |
| Classement UCI                        | 199e | nc   | 120e | 47e  | 14e  | 3e   | 29e  | 7e   | 11e  | 114e | 27e  | 41e  |
| Coupe du monde                        | nc   | nc   | nc   | 108e | 24e  | 3e   |      |      |      |      |      |      |
| UCI World Tour                        |      |      |      |      |      |      | 37e  | 6e   | 9e   | 68e  | 20e  | 54e  |
|                                       |      |      |      |      |      |      |      |      |      |      |      |      |
| Légende : nc = non classéSource : UCI |      |      |      |      |      |      |      |      |      |      |      |      |

### Résultats sur les grands tours

#### Tour d'Italie
5 participations :
- 2014 : 98e
- 2015 : abandon (8e étape)
- 2017 : 91e, vainqueure de la 4e étape
- 2018 : 113e, vainqueure des 3e et 4e étapes
- 2020 : abandon (9e étape)

## Distinctions
- Trophée Flandrien : 2014, 2015 et 2016
- Vélo de cristal : 2016 et 2017